# Chantecoq
Chantecoq là một xã trong tỉnh Loiret, thuộc vùng hành chính Centre-Val de Loire của nước Pháp, có dân số là 406 người (thời điểm 1999).